# Stefan Lazarević

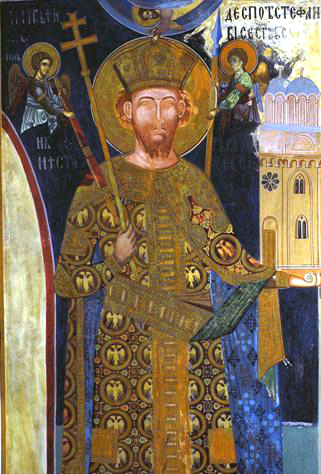
Stefan Lazarević

Stefan Lazarević (Servisch: Стефан Лазаревић) (Kruševac, 1370/77 - Mladenovac, 19 juli 1427) was de zoon van de Servische koning Lazar Hrebeljanović en prinses Milica.
Stefan regeerde over Servië van 1389 tot 1427. Hij was een vazal van de Ottomanen, maar bracht de moderne krijgskunst en ridders en vuurwapens naar Servië. In 1403 benoemde hij Belgrado tot hoofdstad.
Ook schreef hij drie boeken, waaronder een poëtisch album. 
In 1427 overleed Stefan Lazarević vrij plotseling. De troonopvolger was zijn neef, Đurađ Branković. Zijn daden maakte van hem uiteindelijk een heilige en zijn herdenkingsdag door de Servisch-orthodoxe Kerk is op 1 augustus. Ofschoon hij graag het rijke klooster Manasija-Resava als zijn begraafplaats wenste, is hij door zijn onverwachte dood, in de tijden van onrust, begraven in het klooster Koporin, in de buurt van Velika Plana, een kleiner klooster waar hij ook patroon over was. 

## Geboortejaar
Over het geboortejaar van Lazarević spreken de bronnen elkaar tegen. Sommige bronnen beweren 1377, andere 1370 en weer andere 1360. 